# Кропач (родовий герб)
Кропач (пол. Kropacz чеськ. Kropáč) — польський, чеський  родовий шляхетський герб.
Більше 4 родів в Польщі і Чехії Серед них: Kropacz, Kropáč, Niewiadomski, Nevědomský. 

## Опис
Три золотих моргенштерни з срібноми клиноками в блакитному полі, розташовані у вигляді зірки, середній вістрям донизу, а клинокі — догори. 